# Флаг Восточного (Москва)
Флаг муниципального образования Восто́чное в Восточном административном округе города Москвы Российской Федерации.
Флаг утверждён 9 марта 2004 года и является официальным символом муниципального образования Восточное.

## Описание
«Флаг муниципального образования Восточное представляет собой двустороннее, прямоугольное полотнище с соотношением сторон 2:3.
В зелёном полотнище помещён голубой вилообразный крест, ширина нижнего конца которого составляет 7/60 длины полотнища, а ширина верхних концов составляет 1/10 длины (3/20 ширины) полотнища. Крест обрамлён жёлтой, мурованной в три ряда, каймой, ширина которой составляет 1/50 длины (3/100 ширины) полотнища флага.
Изображение креста сопровождается со стороны древка изображением жёлтого каплевидного воинского щита, а с противоположной стороны изображением белой ели.
Габаритные размеры изображения щита составляет 3/20 длины и 2/5 ширины полотнища, центр изображения находится на расстоянии 5/24 длины полотнища от его боковой стороны, прилежащей к древку, и на расстоянии 5/16 ширины полотнища от его нижнего края.
Габаритные размеры изображения ели составляет 1/6 длины и 2/5 ширины полотнища, центр изображения находится на расстоянии 5/24 длины полотнища от его боковой стороны, противоположной древку, и на расстоянии 5/16 ширины полотнища от его нижнего края».

## Обоснование символики
Зелёный цвет полотнища обозначает зелёную охранную зону, обязательную для водопроводных сооружений, и показывает, что территория муниципального образования окружена лесами.
Голубой вилообразный крест означает слияние двух «нитей» Восточного водопроводного канала (Восточная водопроводная станция и Акуловский гидротехнический узел), связывающих два посёлка Акулово и Восточный в единую водопроводную «нить».
Золотая мурованная кайма, обрамляющая крест, символизирует «рукотворность» водопроводных сооружений.
Золотой каплевидный воинский щит указывает на происхождение старого названия местности — село Щитниково. Название села происходит от слова «щитник», то есть воин, оруженосец князя, который владел этими землями.
Серебряная ель символизирует серебристые ели, высаженные вдоль водопровода на протяжении 30 км территории муниципального образования в охранной зоне.